# Adesmia disperma
Adesmia disperma är en ärtväxtart som beskrevs av Rodolfo Amando Philippi. Adesmia disperma ingår i släktet Adesmia och familjen ärtväxter. Inga underarter finns listade i Catalogue of Life.